# Qiupanykus
Qiupanykus (що означає «кіготь Qiupa» за формацією Qiupa) — рід целурозаврів пізньокрейдяної формації Qiupa на півдні Китаю.
Викопні яйця, які, як вважають, є яйцями овірапториду, знайденими разом із голотипним зразком, вказують на те, що і Кюпанікус, і інші альвареззавриди, можливо, були спеціалізованими поїдачами яєць, які використовували свої міцні кігті великого пальця, щоб розривати яєчну шкаралупу.

## Філогенез
Lü Junchang та ін. (2018) відновили Qiupanykus як члена Alvarezsauridae, ближче до Parvicursor, ніж до Patagonykus. Хоча в описі формально це не віднесено до клади Parvicursorinae, ця позиція зробить її членом Parvicursorinae sensu Xu et al. (2013).